# 許斐儀一郎
許斐 儀一郎（このみ ぎいちろう、1896年11月16日 - 1951年）は、日本戦前期の前衛写真家。

## 略歴
福岡市船町（現・中央区舞鶴）に生まれる。1915年福岡県立中学修猷館を経て、慶應義塾大学に学ぶが、結核療養のため中退し帰郷。療養中は古美術や絵画に親しむが、やがて写真にも興味を持つようになった。
快復後、実家の酒造業・許斐醸造所（のちの花関酒造）を手伝いながら撮影に没頭し、1934年頃に筑紫カメラクラブに入会。1939年には、高橋渡、久野久らと、前衛美術グループ「ソシエテ・イルフ」を結成し、写真雑誌などに作品を発表した。
身近のものを題材にとりながら、被写体の造形的な美を表現するのに優れ、戦前における前衛写真の代表的な作家として知られる。
1951年心不全のため死去。